# Tribunal General de la Unión Europea
El Tribunal General (anteriormente, Tribunal de Primera Instancia) es el órgano jurisdiccional colegiado que se integra —junto al Tribunal de Justicia stricto sensu— en la institución del Tribunal de Justicia de la Unión Europea. Fue creado por el Acta Única Europea de 1986 con el objeto de dotar al poder judicial del ordenamiento comunitario de una doble instancia, delegándose ciertas competencias del Tribunal de Justicia en favor del nuevo órgano. Desde su institución, el 1 de enero de 1989, hasta el 30 de noviembre de 2009, recibió el nombre de Tribunal de Primera Instancia.
Originalmente, el Tribunal General tenía un juez por Estado miembro, al igual que el Tribunal de Justicia. No obstante, con el fin de aliviar el aumento en su carga de trabajo, el Tribunal General aumentó su número desde el 19 de septiembre de 2016 a 47 jueces, según lo previsto por el Reglamento (UE, Euratom) 2015/2422, de 16 de diciembre de 2015. De acuerdo a este mismo reglamento, que modifica el Protocolo n.º 3 del Estatuto del Tribunal de Justicia de la Unión Europea, a partir del 1 de septiembre de 2019, el Tribunal General ha pasado a estar integrado por dos jueces por Estado miembro, cualquiera que sea el número de estos (en la actualidad, por tanto, son cincuenta y cuatro jueces).
Este Tribunal es competente para conocer en primera instancia de determinados recursos directos interpuestos por personas físicas y jurídicas; de los recursos de los Estados miembros contra la Comisión; de recursos de los Estados miembros contra el Consejo por determinados actos de este; del recurso de indemnización por daños; aquellos basados en una cláusula compromisoria; determinados recursos en el ámbito de la propiedad intelectual; y los litigios de los funcionarios de la Unión contra esta en materia de trabajo y Seguridad Social. Hasta 2016, conocía también de los recursos de casación contra las resoluciones dictadas por el Tribunal de la Función Pública, momento en que este órgano fue disuelto a resultas del aumento de jueces del Tribunal General. 
En cuanto a las materias que sustancia el Tribunal General, son en un alto porcentaje cuestiones de naturaleza económica: propiedad intelectual (marcas y diseños), Derecho de la competencia, ayudas de Estado y supervisión bancaria y financiera.
Además del número de jueces, hay dos importantes diferencias entre el Tribunal General y el Tribunal de Justicia. En primer lugar, aquel no conoce de las cuestiones prejudiciales que los tribunales ordinarios puedan plantear, ya que si bien el Tratado de Funcionamiento de la Unión Europea le otorga esa competencia, esta no ha sido desarrollada por el Derecho derivado. En segundo término, tampoco cuenta con abogados generales, aunque con carácter excepcional se puede encomendar esa función a uno de los jueces. 
Sus decisiones pueden ser recurridas en casación ante el Tribunal de Justicia, en los dos meses siguientes a que se dicten, y limitando el recurso a las cuestiones de Derecho.